# Luca Gianfrancesco

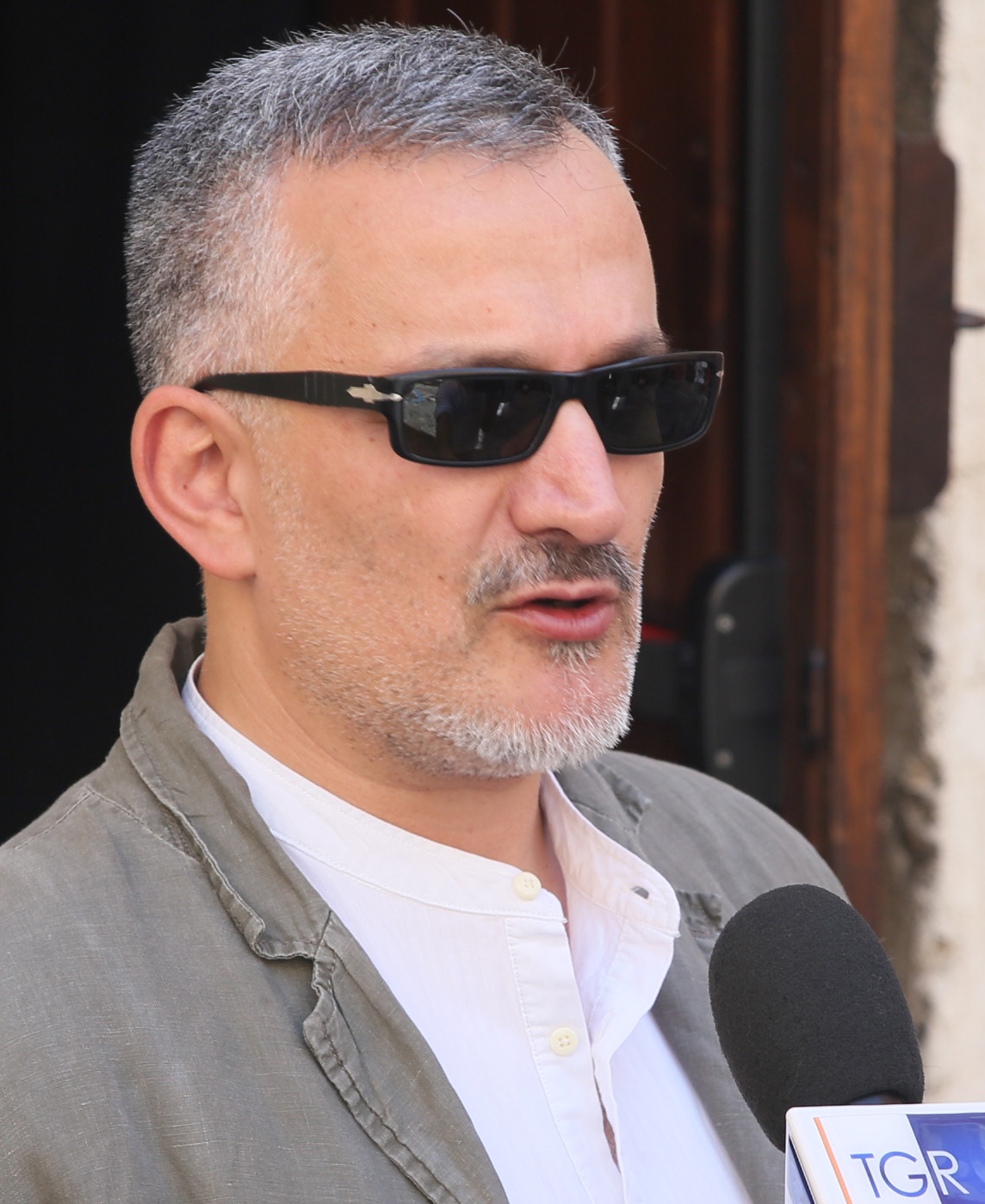
Luca Gianfrancesco nel 2018 a Spoleto in occasione della presentazione del film "Terra Bruciata!" al Festival dei Due Mondi

Luca Gianfrancesco (Vairano Patenora, 23 settembre 1969) è un regista, montatore, produttore cinematografico e direttore della fotografia italiano. È vincitore del Mantova Film Fest 2018 con il suo documentario Terra bruciata!

## Biografia
Inizia la sua carriera a Napoli negli anni novanta come montatore e operatore realizzando una serie di corti e documentari. Verso la fine degli stessi anni fonda con Lucio Fiorentino, Bruno Oliviero e Alessandro Abate la società di produzione TAR Film, con la quale realizza, come montatore, operatore e produttore, corti e documentari d'arte e d’impegno sociale. Fra questi: L'ombra della bellezza e Requiem per Capri di Lucio Fiorentino e La guerra di Antonietta di Bruno Oliviero. 
Nello stesso periodo, come regista, realizza due documentari: Versilia 8 ½, prodotto da Istituto Luce Cinecittà per Rai Due, e Yemen, la memoria assediata, presentato fuori concorso al festival del cinema Terra di Siena. Trasferitosi a Roma nei primi anni duemila, inizia una stretta collaborazione con il regista Maurizio Scaparro per il quale realizza come montatore i film: L'ultimo Pulcinella e Mémoires. 
Nel 2006 come regista realizza il documentario Mémores dei Mémoires.
Nel 2005 e nel 2010 un suo progetto per un documentario su Giacomo Puccini viene selezionato al Discovery Campus Master School (dove riceve il premio speciale della giuria Discovery) e al Docs in Thessaloniki Pitching Forum. 
Nel 2010 fonda, con altri tre soci, la società di produzione Mediacontents Production. 
Intanto, la sua carriera come montatore prosegue con la realizzazione di diversi documentari per la televisione ed alcuni film per il cinema, fra questi, i documentari: Flyoverdelhy, trasmesso dalla tv pubblica svedese Kusnskapskanalen e da Rai News24, La Guerra Sporca di Mussolini, prodotto da GA&A e trasmesso da History Channel e Rete 4, Atlantico Pacifico, Ultimo treno per Obama, trasmesso in Italia dal canale televisivo La7 (prima USA - Chicago Cultural Center), La Scelta del Papa, prodotto da GA&A e trasmesso da Arte e La7 ed il film Arianna, l'isola dell'abbandono, presentato al Raindance Film Festival (Londra).
Nel 2014 inizia le ricerche per il suo film documentario Terra bruciata! Il laboratorio italiano della ferocia nazista. L'opera, prodotta da Mediacontents Production e distribuita al cinema e in DVD da Istituto Luce Cinecittà esce in tutte sale italiane il 25 aprile 2018 e, l'anno successivo, viene trasmessa in tv dal canale televisivo History Channel.

## Filmografia

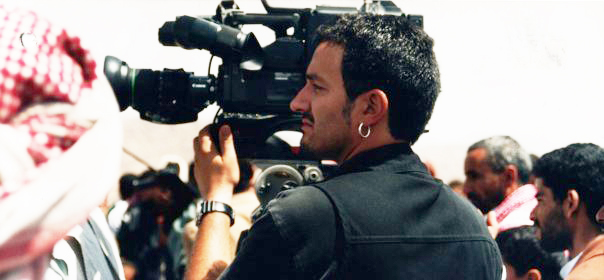
Luca Gianfrancesco a Sana'a (Yemen) durante le riprese del documentario "Yemen, la memoria assediata"

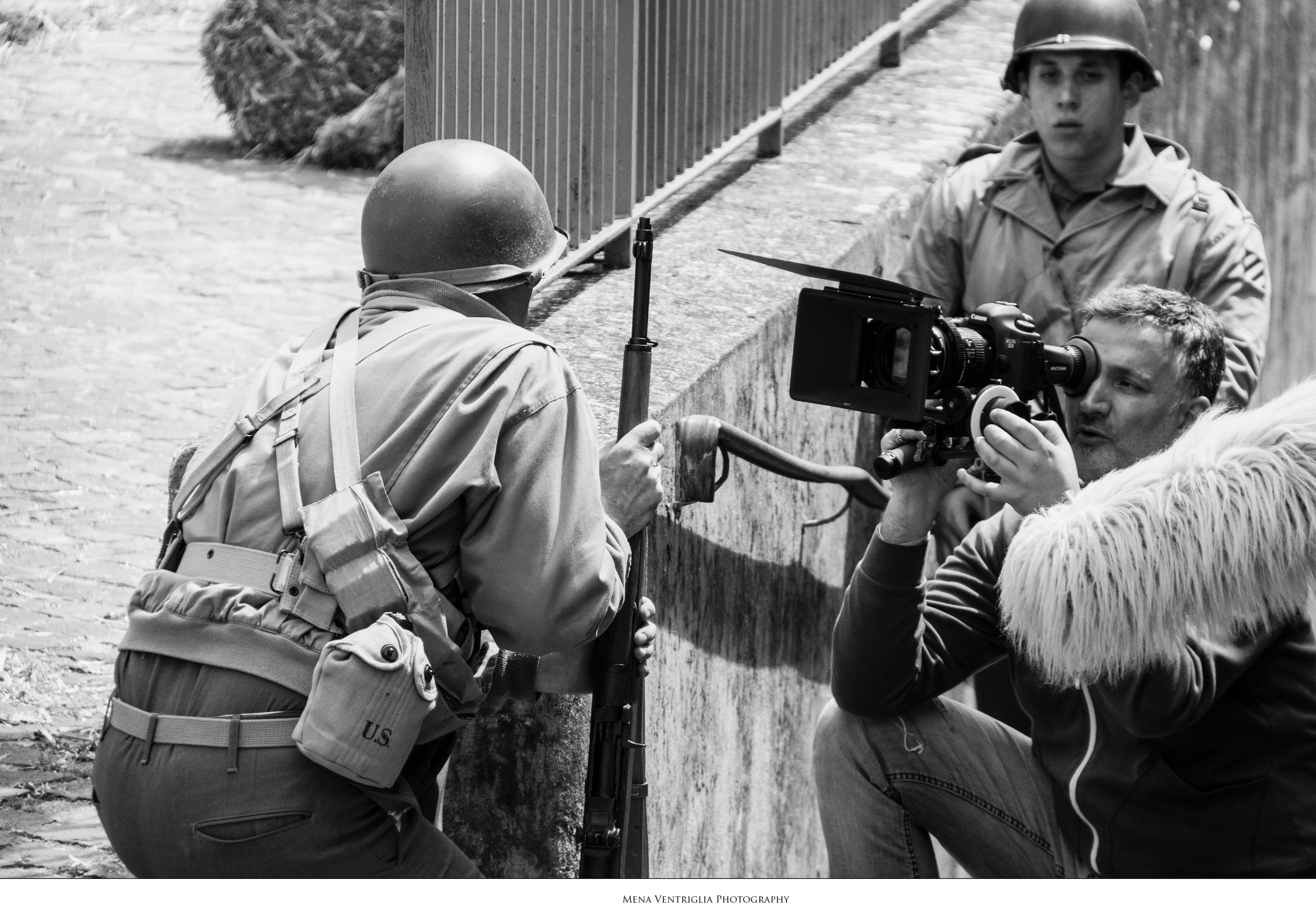
Luca Gianfrancesco durante le riprese del film "Terra Bruciata!" a Riardo (Caserta)

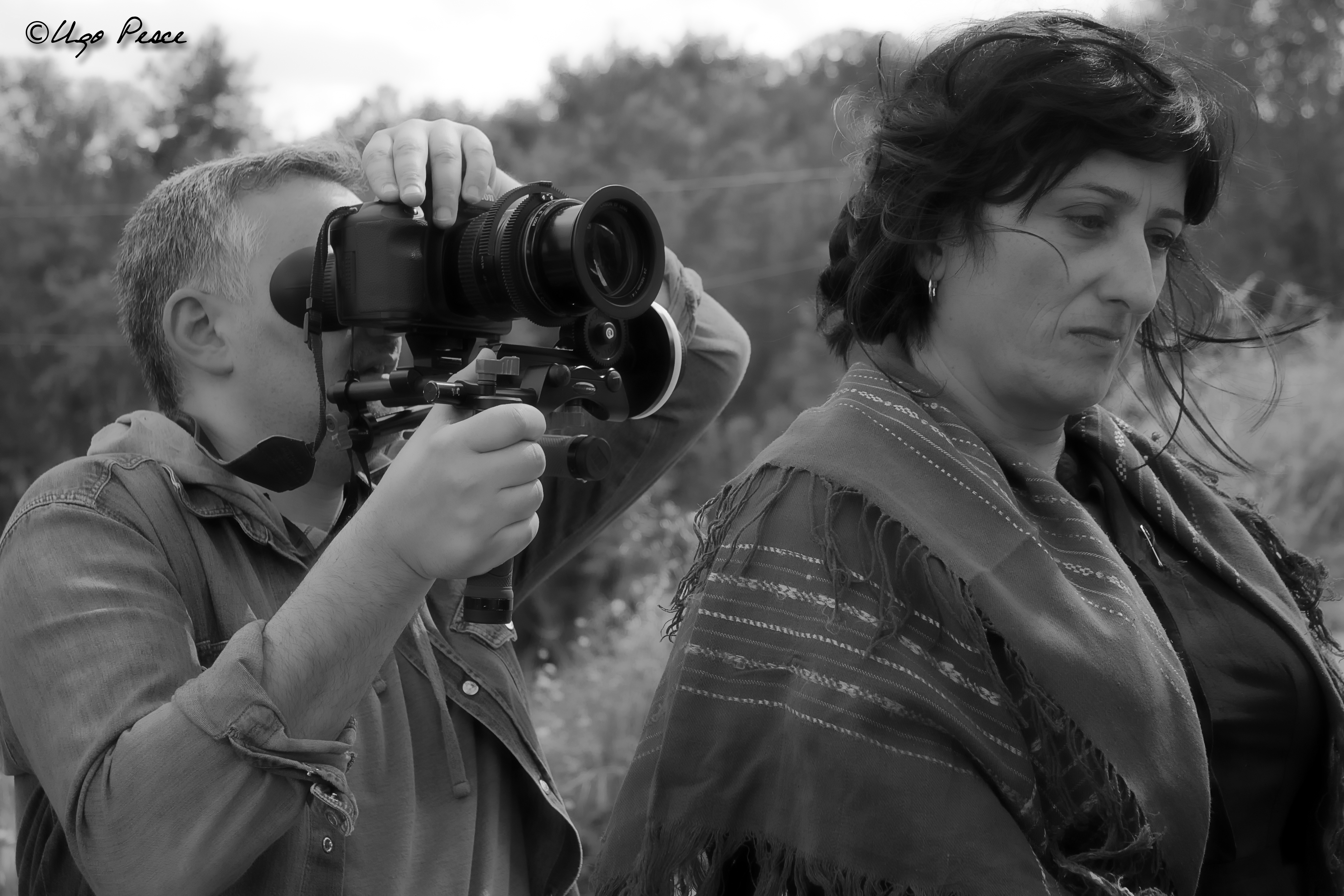
Luca Gianfrancesco e l'attrice Lucianna De Falco durante le riprese del film "Terra Bruciata!" a Filignano (Isernia)

### Regista
- No more true, videoclip (1993)
- Yemen la memoria assediata[7], documentario (2000)
- Versilia 8 ½[8], docu-fiction (2003)
- Mémoires dei Mémoires[9], documentario (2006)
- I Vagabondi del Mare, alla ricerca della diversità nascosta nel plancton[10][11], documentario (2014)
- Terra Bruciata! il laboratorio italiano della ferocia nazista, film documentario (2017)
- Nessuno è razza[12], video-tributo dell'Anpi contro il razzismo (2020)

### Montatore
- No more true[13], videoclip (1993)
- Agamennone, cortometraggio (1995)
- Una vita bella ed appassionata, documentario (1998)
- La discesa[14], video teatrale (1999)
- L’ombra della bellezza, cortometraggio (1999)
- Yemen la memoria assediata, documentario (2000)
- Nemo profeta in patria, documentario (2003)
- Flyoverdelhy[15], documentario (2004)
- Tragedia a vapore, film (2004)
- Mémoires[16][17], film (2005)
- Mémoires dei Mémoires, documentario (2006)
- La guerra sporca di Mussolini[18], documentario (2007)
- L’antica Volcei dell’archeologia e della continuità, documentario (2008)
- L’ultimo Pulcinella, film (2008)
- Atlantico Pacifico ultimo treno per Obama[19][20], documentario (2012)
- Arianna[21][22][23], film (2012)
- La scelta del Papa[24], documentario (2013)
- I Vagabondi del Mare alla ricerca della diversità nascosta nel plancton[25], documentario (2014)
- Core & Sang[26][27][28], film (2015)
- Terra Bruciata! il laboratorio italiano della ferocia nazista, documentario (2017)
- Il Sogno di Samira[29]- Samira's Dream[30] (2020)

### Direttore della fotografia
- No more true, videoclip (1993)
- Agamennone, cortometraggio (1995)
- Yemen la memoria assediata, documentario (2000)
- Requiem per Capri, documentario (2002)
- Mémoires dei Mémoires, documentario (2006)
- I Vagabondi del Mare alla ricerca della diversità nascosta nel plancton[11], documentario (2014)
- Terra Bruciata! il laboratorio italiano della ferocia nazista, documentario (2018)
- Vatican Chapels[31][32], video museale (2020)

### Production manager
- Park Life: Europe’s Great City Parks[33][34] - documentario in 5 episodi (2017)
- Stromaufwärts! Europas Wasserwege[35] - documentario in 5 episodi (2019)

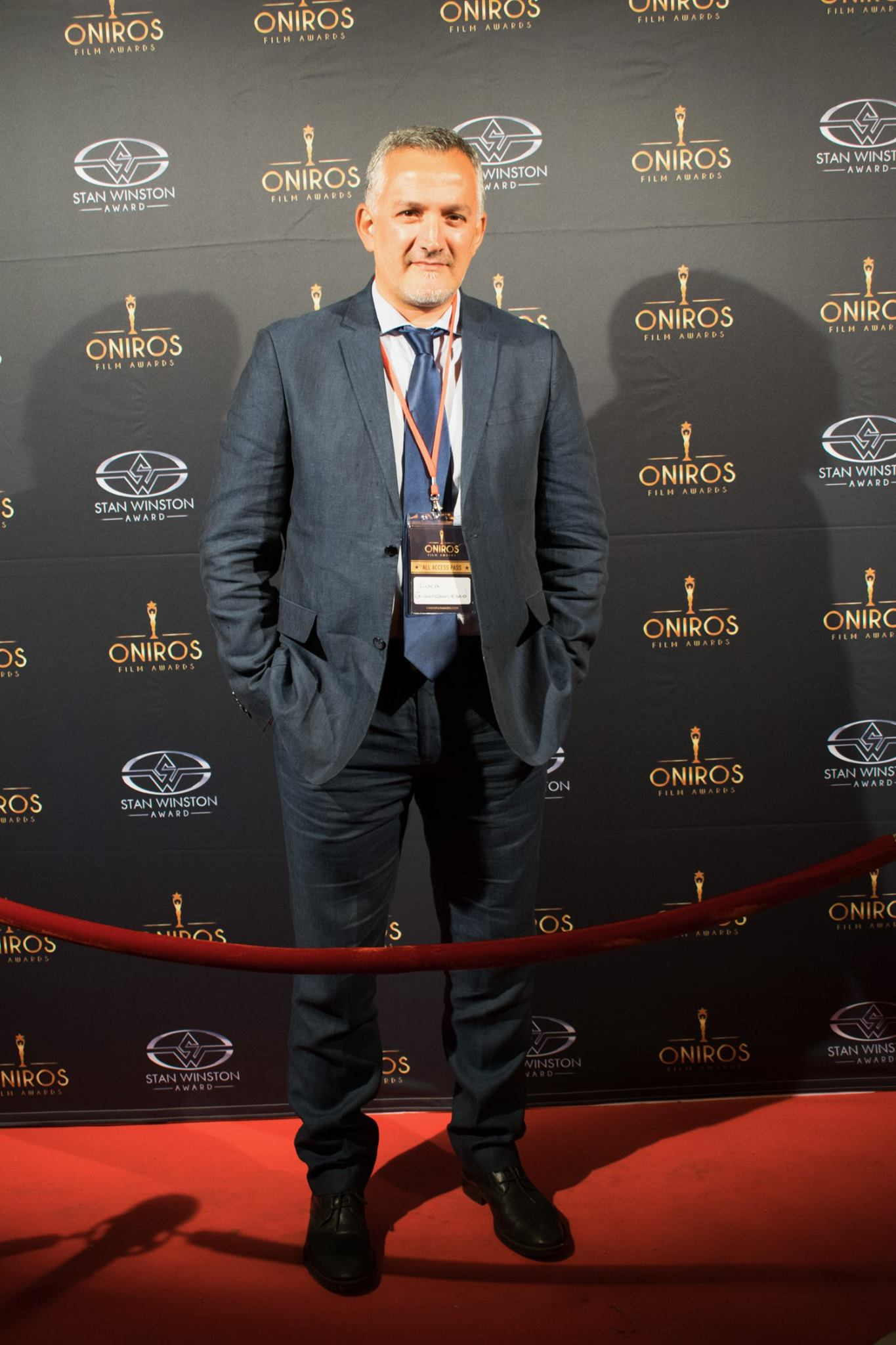
Luca Gianfrancesco all' Oniros Film Festival (Aosta)

## Riconoscimenti
- Social World Film Festival[36] 2018 – Miglior Documentario sezione lungometraggi per Terra bruciata!
- International Documentary Festival of Ierapetra[37] 2018 – Best Documentary per Terra bruciata!
- International Documentary Festival of Ierapetra[37] 2018 - Audience Award per Terra bruciata!
- International Monthly Film Festival 2018 – Best Documentary May 2018 per Terra bruciata!
- MedFF 2018 – Audience Award per Terra bruciata!
- Oniros Film Award[38]2018 – Best Documentary per Terra bruciata!
- Mantova Film Fest 2018[39] – Miglior Documentario sezione “Visioni del Reale” (MyMovies) per Terra bruciata!
- Galà del Cinema e della Fiction in Campania[40] 2018 – Premio Speciale della Giuria per Terra bruciata!
- CineBus, Festival Cinematografico on the Road 2018[41][42] – Miglior Documentario per Terra bruciata!
- Docs Without Borders Film Festival 2019 – Best Documentary per Terra bruciata!
- Parma Music Film Festival 2019 – Premio Speciale della Giuria per Terra bruciata!